# 北海道札幌白石高等学校
北海道札幌白石高等学校（ほっかいどう さっぽろしろいしこうとうがっこう、Hokkaido Sapporo Shiroishi High school）は、北海道札幌市白石区川北にある道立高等学校。
2009年度入学生より単位制に移行し、通常の科目の他、小説研究、北海道学、観光地理、人物日本史、フィロソフィー、発展数学、楽器演奏法基礎、総合英語講読など多くの学校設定科目があり、90科目以上が開講されている。また、論理的思考や自己表現能力を養うための探求学習「白石メソッド」の授業がある。個別相談機能の充実のため、2人で1クラスを担当する「担任2人制」をとっている。

## 沿革
- 1977年（昭和52年）
  - 4月1日 - 開校。
  - 4月8日 - 開校式ならびに第1回入学式が行なわれ、6学級270人が入学。
- 1978年12月3日 - 校歌制定。
- 1979年11月26日 - 応援歌制定。
- 1980年3月10日 - 第1回卒業式。269人が卒業。
- 1981年10月28日 - 開校5周年式典開催。
- 1986年10月23日 - 開校10周年式典開催。
- 1994年（平成6年）10月22日 - 吹奏楽部、第42回全日本吹奏楽コンクール全国大会で5年連続金賞受賞（全日本吹奏楽コンクール史上最後の5年連続金賞受賞団体）。
- 1996年10月19日 - 開校20周年式典開催。
- 2009年4月1日 - 単位制導入
- 2020年4月 ｰ 8学級から7学級へ

## 部活動
吹奏楽部については、開校から2000年まで音楽科教諭米谷久男が顧問として指導をし、1990年から1994年まで「沿革」の項目でも取り上げた通り、全国大会で金賞を5年連続で受賞した。なお、その後のコンクールの開催規定が改定されたため、5年連続金賞受賞は札幌白石高校吹奏楽部が最後である。漫画『青空エール』（河原和音作）のモデルとなっている。
また、その他の文化系部活動では放送局がNHK杯全国放送コンテストにおいて北海道地区常連として毎年全国大会に出場。
2006年には、漫画イラスト部がまんが甲子園の本選に出場した。
体育系の部活動では、サッカー部が2000年と2003年に全国高校総体に出場した他、弓道部、陸上競技部、体操部などが全国大会に出場した実績がある。
野球部は2018年の全国高等学校野球選手権大会で8年ぶり4回目の南北海道大会出場を果たした。
男子バスケットボール部、女子バレーボール部などは全道常連である
文化系の部活動では、放送局がNHK放送コンクール全国大会の常連である。

### 体育系部活動
- 陸上競技部
- 男子バスケットボール部
- 女子バスケットボール部
- 男子バレーボール部
- 女子バレーボール部
- 男子ソフトテニス部
- 女子ソフトテニス部
- 男子硬式テニス部
- 女子硬式テニス部
- サッカー部
- 卓球部
- 男子バドミントン部
- 女子バドミントン部
- 剣道部
- 硬式野球部
- 体操部
- 弓道部

### 文化系部活動・同好会
- 吹奏楽部
- 美術部
- 書道部
- 茶道部
- まんがイラスト部
- 写真部
- ボランティア同好会

### 外局
- 放送局
- 図書局

## 年間行事
- 4月 始業式、着任式、入学式、対面式
- 5月 地区壮行会、生徒総会
- 6月 前期中間考査、全道壮行会、吹奏楽部定期演奏会
- 7月 学校祭、夏期講習
- 8月 夏期講習
- 9月 前期期末考査、体育祭、生徒会役員選挙、前期終業式
- 10月 後期始業式、見学旅行(2年次)
- 11月 開校記念日、生徒会中間報告
- 12月 後期中間考査、校内文化展、冬期講習
- 1月 冬期講習
- 2月 年次末考査（1，2年次）、宿泊研修(1年次)
- 3月 卒業証書授与式、修了式、離任式、春期講習

## 歴代校長
- 初代：細川征一（1977年4月1日 - 1983年3月31日）
- 第2代：佐々木明 (1983年4月1日 - 1986年3月31日)
- 第3代：真嶋昭三 (1986年4月1日 - 1988年3月31日)
- 第4代：岩田悦夫 (1988年4月1日 - 1990年3月31日)
- 第5代：武川正明 (1990年4月1日 - 1993年3月31日)
- 第6代：戸部大了 (1993年4月1日 - 1995年3月31日)
- 第7代：五十嵐正 (1995年4月1日 - 1997年3月31日)
- 第8代：中明亨善 (1997年4月1日 - 1999年3月31日)
- 第9代：吉田武史 (1999年4月1日 - 2001年3月31日)
- 第10代：安田昭夫 (2001年4月1日 - 2003年3月31日)
- 第11代：横山明光 (2003年4月1日 - 2005年3月31日)
- 第12代：南賢一 (2005年4月1日 - 2007年3月31日）
- 第13代：清水久雄 (2007年4月1日 - 2009年3月31日)
- 第14代：岡元賢 (2009年4月1日 - 2012年3月31日）
- 第15代：齋藤隆 (2012年4月1日 - 2014年3月31日）
- 第16代：谷坂常年 (2015年4月1日 - 2019年7月31日)
- 第17代：平野雅嗣 (2019年8月1日 - 2021年3月31日)
- 第18代：駒井博和 (2021年4月1日 - )

## 著名な出身者
- 石田祐樹 - 元プロサッカー選手
- 川口卓哉 - 元プロサッカー選手
- 進藤亮佑 - プロサッカー選手
- 千葉涼平（w-inds.） - 高校1年1学期のみ在籍
- 増子真二（DMBQ, BOREDOMS） - ミュージシャン
- ジェントル - 俳優、元お笑い芸人（ミルククラウン）
- 前寛之 - プロサッカー選手
- 藤井幸大 - コロッケ王子。サンマルコ食品株式会社マーケティング本部部長。一般社団法人コロッケ協会会長兼理事長
- 丸谷マナブ（sunbrain） - ミュージシャン
- 飯島寛騎 - 俳優
- Fuga - ヒューマンビートボクサー
- 村上航 - プロ野球選手